# Municipio de Porter (condado de Lycoming)
El municipio de Porter  (en inglés: Porter Township) es un municipio ubicado en el condado de Lycoming en el estado estadounidense de Pensilvania. En el año 2000 tenía una población de 1.633 habitantes y una densidad poblacional de 82.5 personas por km².

## Geografía
El municipio de Porter se encuentra ubicado en las coordenadas 41°12′20″N 77°16′32″O / 41.20556, -77.27556.

## Demografía
Según la Oficina del Censo en 2000 los ingresos medios por hogar en la localidad eran de $31,756 y los ingresos medios por familia eran $38,083. Los hombres tenían unos ingresos medios de $30,701 frente a los $19,375 para las mujeres. La renta per cápita para la localidad era de $16,030. Alrededor del 7,2% de la población estaban por debajo del umbral de pobreza.